# 中村大輝
中村 大輝（なかむら たいき、1988年9月28日 - ）は、京都府出身の俳優。
2016年現在、「殺陣チーム 大和乃侍 羽々斬」のメンバー。現在は中野笑店所属。

## 出演

### テレビドラマ
NHK
- ドラマ愛の詩
  - 浪花少年探偵団 （2000年）　-　田中鉄平 役
  - 料理少年Kタロー （2001年）　-　高野山慶太郎 役　　※ 主演
- 土曜ドラマ　スロースタート 前編「NOのなかのYES」 （2007年1月27日）　-　中村透 役
- 土曜時代劇　浪花の華〜緒方洪庵事件帳〜 第3回「闇の守護神」 （2009年1月24日）　-　川崎（薩摩藩士） 役
- ドラマ10　フェイク 京都美術事件絵巻 第5回「能面の告白」 （2011年2月1日）　-　金子彰 役
- BS時代劇　猿飛三世 （2012年）　-　岡田 役
- BS時代劇　雲霧仁左衛門 （2013年）　-　安太郎 役
- 木曜時代劇　銀二貫 （2014年[5]）　-　竹吉 役
- 連続テレビ小説（大阪放送局制作）
  - あすか （1999年度下半期）　-　バタヤン（あすかの幼なじみ） 役
  - ちりとてちん （2007年度下半期）　-　原田颯太（徒然亭草原の一人息子） 役
  - ウェルかめ （2009年度下半期）　-　蔵本直毅（徳島工科大学清洲研究室の院生） 役
  - カーネーション （2011年度下半期）　-　山口（パッチ職人） 役
  - ごちそうさん （2013年度下半期 第138回）　-　復員兵 役
  - マッサン （2014年度下半期 第140回）　-　復員兵 役
  - あさが来た （2015年度下半期 第133回）　-　竹男（雁助の娘婿） 役
  - まんぷく （2018年度下半期）　-　高木一夫 役
  - おちょやん （2020年度下半期）　-　撮影技師 役
- ちかえもん（2016年） - 六
- 大河ドラマ 鎌倉殿の13人（2022年） - 小六 役

テレビ朝日
- 木曜時代劇　びんぼう同心御用帳 （1998年）　-　留 役
- 木曜ミステリー　京都地検の女9 （2013年8月22日 5話）　-　警官山中 役

テレビ東京
- 新世紀ワイド時代劇　宮本武蔵 （2001年1月2日）　-　青木城太郎 役

読売テレビ
- オカン （2000年9月3日）[3]